# Micropholcomma bryophilum
Micropholcomma bryophilum är en spindelart som först beskrevs av Butler 1932.  Micropholcomma bryophilum ingår i släktet Micropholcomma och familjen Micropholcommatidae. Inga underarter finns listade i Catalogue of Life.